# Nowy Tomyśl
Nowy Tomyśl (prononciation : [ˈnɔvɨ ˈtɔmɨɕl], en allemand : Neutomischel) est une ville de la voïvodie de Grande-Pologne et du powiat de Nowy Tomyśl.
Elle est située à environ 55 km à l'ouest de Poznań, capitale de la voïvodie de Grande-Pologne.
Elle est le siège administratif de la gmina de Nowy Tomyśl et du powiat de Nowy Tomyśl.
Elle s'étend sur 5,2 km2.

## Géographie

Plan de la ville.

Située à l'ouest de la voïvodie de Grande-Pologne, à la limite de la voïvodie de Lubusz, la ville de Nowy Tomyśl se trouve aux bords de la Szarka (pl), un affluent de l'Obra. Sa superficie est de 5,2 km2.
La ville est localisée à environ 55 km à l'ouest de Poznań, la capitale régionale.

## Histoire
Les origines sûres de Nowy Tomyśl datent du XIIIe siècle, bien que les premières traces de peuplement dans cette région remontent à 11000 ans (y compris les restes de tombes près de Wytomyśl).
Depuis le Moyen Âge, le village se situe au milieu de grandes forêts. Les nouveaux résidents ont été dominés par l'Allemagne protestante (Brandebourg, Silésie et Poméranie), et ont construit ainsi une église protestante. Le temple a été construit dans le village de Glinka en 1780 et quelques années plus tard, Felix Szołdrski (pl) décide d'implanter une nouvelle ville près de l'église. Enfin, le droit de cité et le nom de Nowy Tomyśl sont donnés le 8 avril 1786 par un privilège du roi Stanislas II de Pologne. Le village a été nommé de façon à le  distinguer du "Vieux Tomysl" (Stary Tomyśl). À la fin du XIXe siècle, elle était la seule ville de Grande Pologne sans église catholique et tous les catholiques appartenait à la paroisse de Wytomyśl, à une distance de 8 km. 
Quelques années après que la ville soit devenue prussienne, elle est devenue une partie du duché de Varsovie, pendant les guerres napoléoniennes, pour revenir en 1815 encore une fois à l'État prussien. Elle devient chef-lieu en 1848, lorsque Buk (Pologne) perd ce privilège en guise de punition pour avoir participé au Printemps des Peuples. De 1793 à 1918, Neutomischel fait partie de l'arrondissement de Kosten jusqu'en 1818 puis de l'arrondissement de Buk jusqu'en 1887 puis de l'arrondissement de Neutomischel dans le district de Posen au sein de la province de Posnanie.
En 1905, Nowy Tomyśl comptait 1 985 habitants, dont 86,1 % étaient allemands, 8,2 % polonais et 5,7 % juifs. La population allemande a dominé la ville jusqu'à la fin du XXe siècle.
Les insurgés de Grande-Pologne ont pris Nowy Tomyśl le 3 janvier 1919. Le traité de Versailles du 28 juin 1919 redonne la ville à la Pologne. Au cours de la Seconde Guerre mondiale, cette région est une zone de forte germanisation. Les résidents d'origine polonaise ont été déportés pour travailler en Allemagne. La ville a été libérée le 27 janvier 1945.
De 1975 à 1998, la ville faisait partie du territoire de la voïvodie de Poznań. Depuis 1999, la ville fait partie du territoire de la voïvodie de Grande-Pologne.

## Monuments
- l'église du Sacré-Cœur de Jésus, construite en 1780 ;
- l'église paroissiale, construite en 1896 ;
- la mairie, construite en 1879.

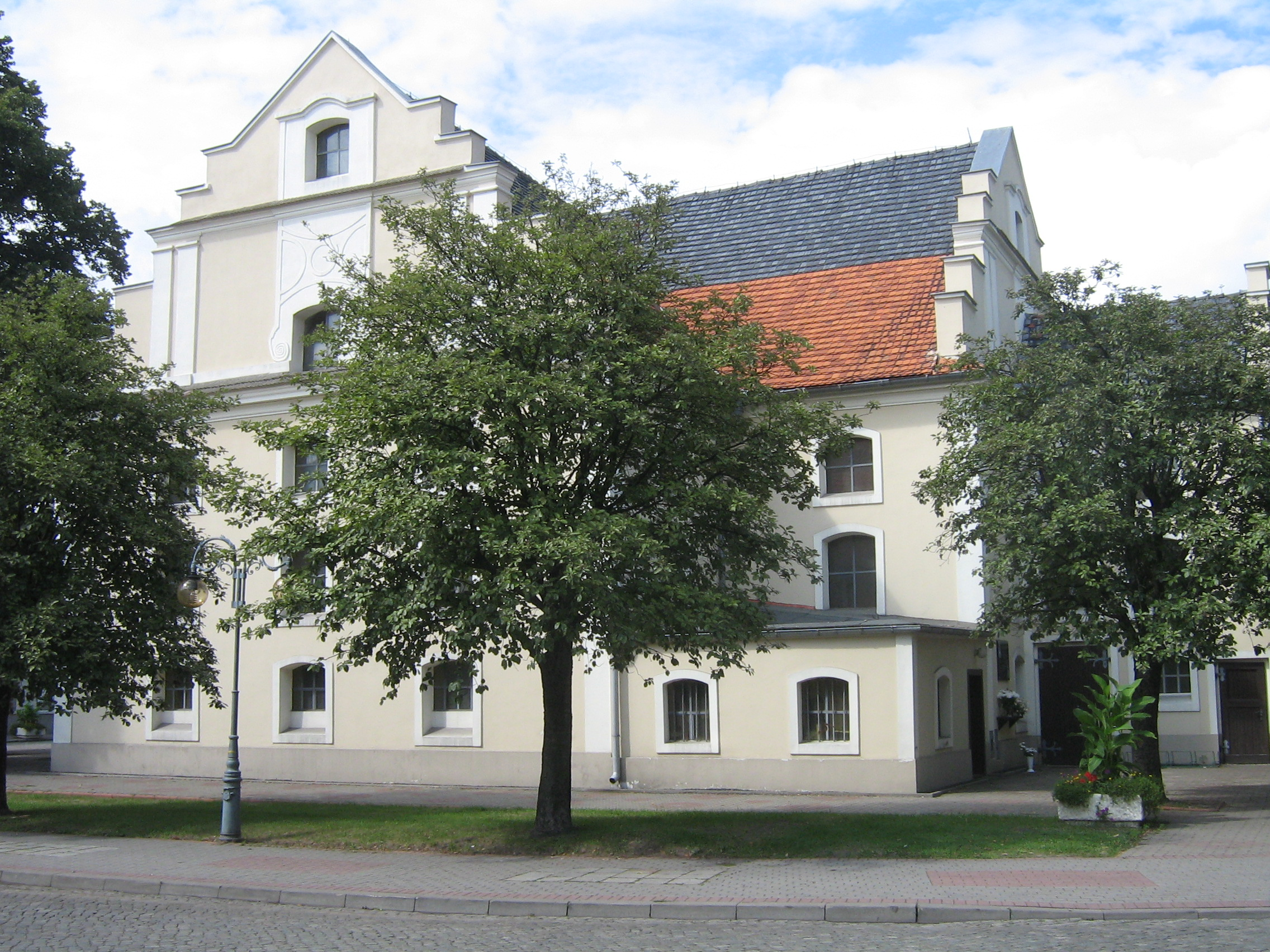
L'église du Sacré-Cœur.
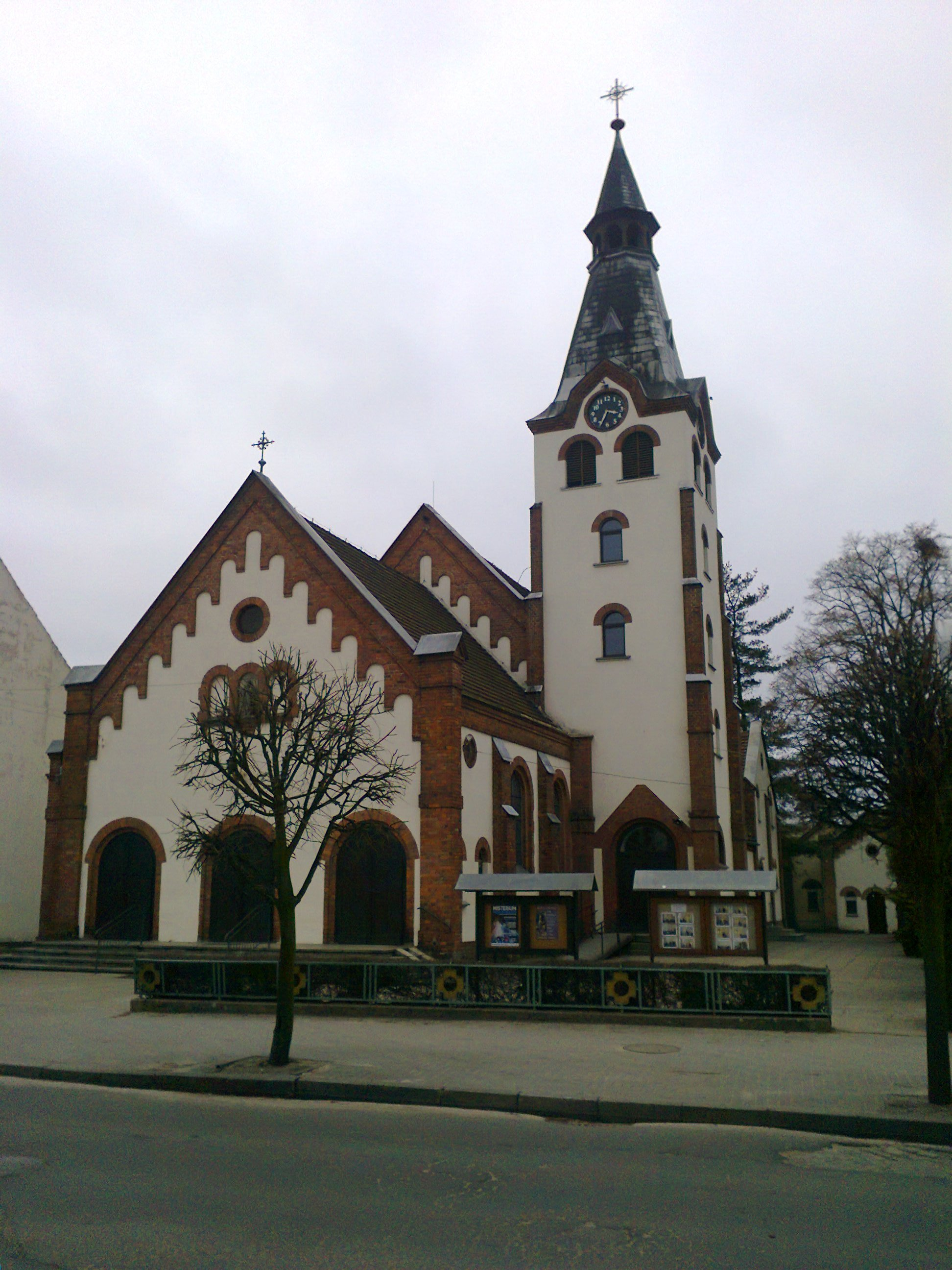
L'église paroissiale.
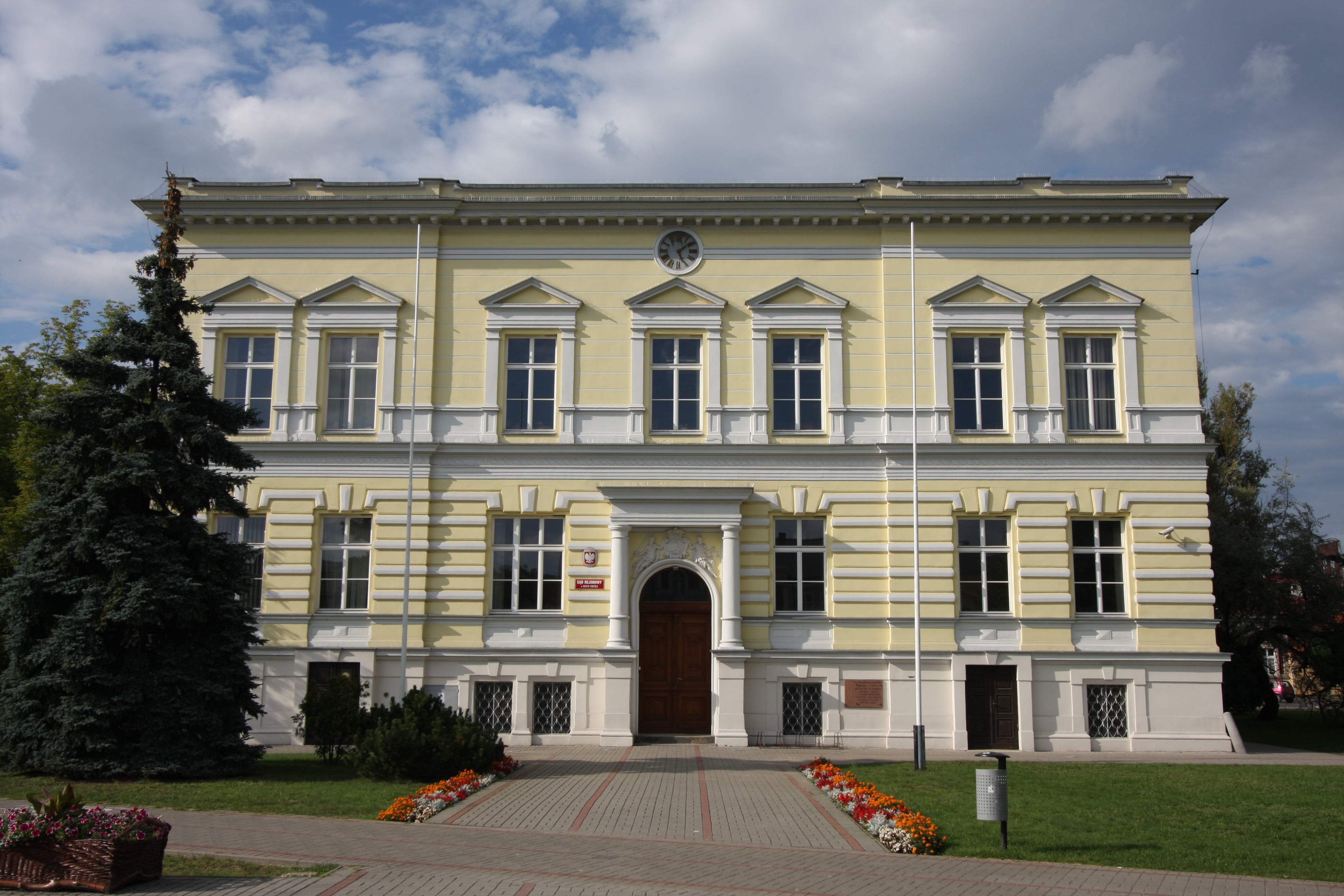
La mairie.

## Communautés religieuses
- Paroisse du Sacré-Cœur de Jésus à Nowy Tomyśl.
- Paroisse de Notre-Dame du Perpétuel Secours à Nowy Tomyśl.
- La congrégation de l'Église des chrétiens évangéliques.
- Deux congrégations chrétiennes des Témoins de Jéhovah.

## Économie
Dans les nouveaux quartiers de Nowy Tomyśl, il y a plusieurs compagnies importantes. Une des plus célèbres est l'outilliste chirurgical Factory "Chifa", aujourd'hui connu sous le nom Aesculap Chifa (pl). Une partie de l'entreprise B. Braun Melsungen AG est aussi implantée. D'autres grandes entreprises comme Haut-Tomyl (laiteries), Fern Bartex (le plus grand importateur de vins polonais) et Phoenix Contact qui produit des connecteurs industriels pour usine.

## Agriculture

### Le houblon
Les premiers jardins de houblon dans et autour de Nowy Tomyśl apparaissent à la fin des années 1820, et son développement intensif dans la seconde moitié du XIXe siècle contribue au marchand allemand d'origine juive Joseph James Flatau.
Flatau  cultive pour le domaine des nouvelles variétés de houblon nobles, et après beaucoup d'expériences minutieuses  élève ses propres variétés. Le houblon de Nowy Tomyśl gagne des prix chaque année lors d'expositions nationales et internationales. Le prix de vente ne cesse d'augmenter. Hermann Tietz dans sa notice biographique de Joseph Jacob Flatau dit que le prix du houblon augmente de neuf pièces de huit par quintal en 1837 à 160 pièces de huit en 1861, ce qui contribue à la richesse croissante de beaucoup de gens à New Tomyśl et les régions avoisinantes. Les nouveaux houblons ont déjà été utilisé comme matière première non seulement pour les brasseries locales (y compris la production de la célèbre bière Grodzisk), mais aussi exportés vers d'autres régions de la Prusse et même à l'étranger. Ceci a été rendu possible d'une part en raison de l'augmentation des  échanges entre les producteurs, d'autre part, grâce à des activités de marketing de Flatau. En 1858, Joseph Flatau a été honoré de la distinction de citoyen honoraire par la ville (Hermann Tietz dit que cela a eu lieu en 1864).
En 1873 les champs de houblon de la ville sont les plus importants en Prusse et ils sont la seule source de subsistance pour environ 10.000 personnes. En 1860 les revenus de la culture du houblon dans la région s'élève à 2,2 millions de thalers.
Depuis le milieu du XIXe siècle a lieu le marché du houblon, qui est reconnu par les producteurs de Bohême et de Silésie. Avec la culture du houblon, la ville relance son économie et sa population augmente régulièrement.
Actuellement, les houblonnières couvrent une superficie d'environ 90 hectares.

### L'osier
Dans tout le pays, la ville est également célèbre en tant que ville productrice d'articles en osier. Cette tradition remonte au XIXe siècle, lorsqu'une variété spéciale d'osier  d'Amérique du Nord est introduite dans la région. La ville organise chaque année la foire de l'osier. En 1985, un musée de l'osier est installé en ville. Il est une division du Musée national de l'agriculture et de l'agroalimentaire de Szreniawa.

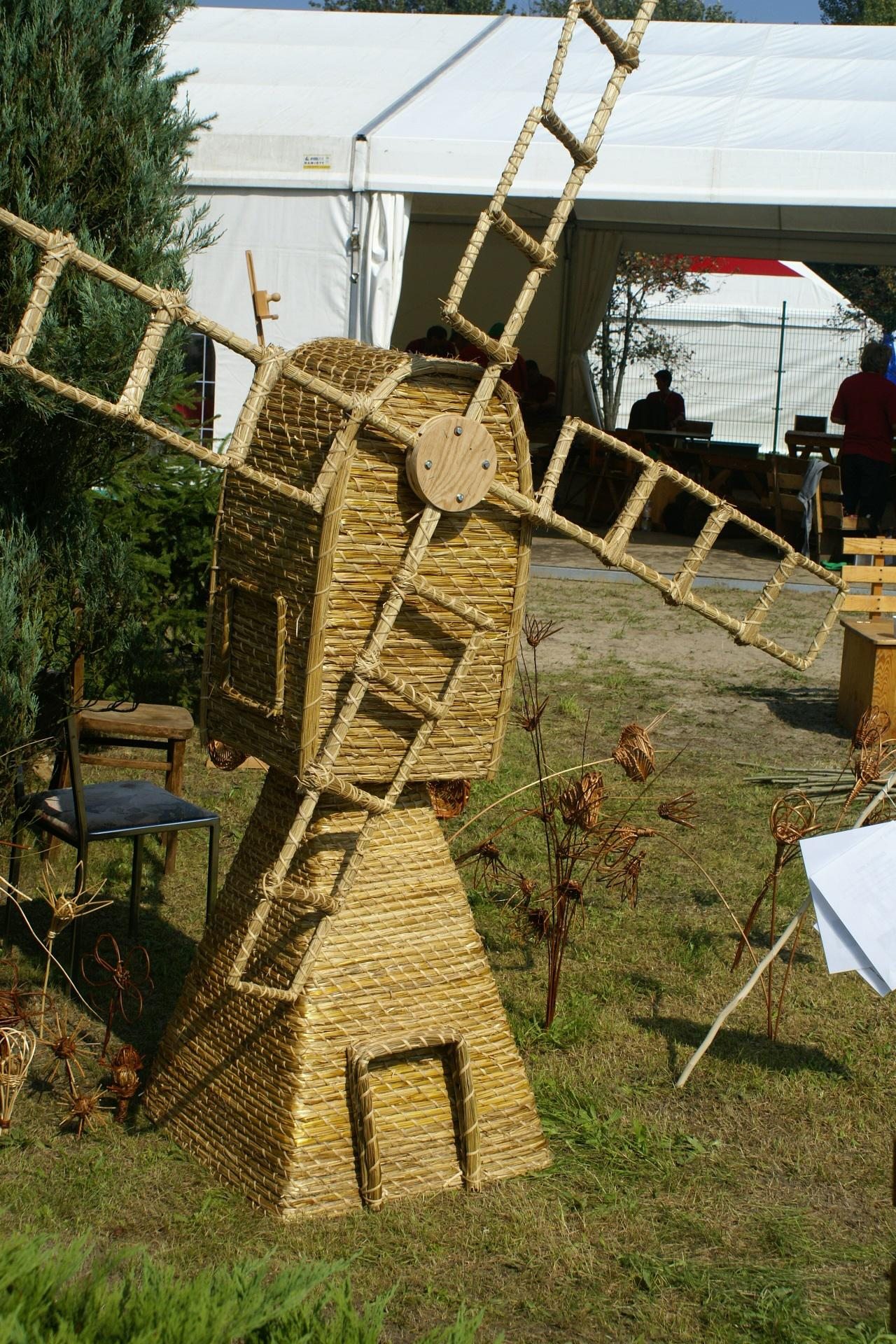
Un moulin en osier.
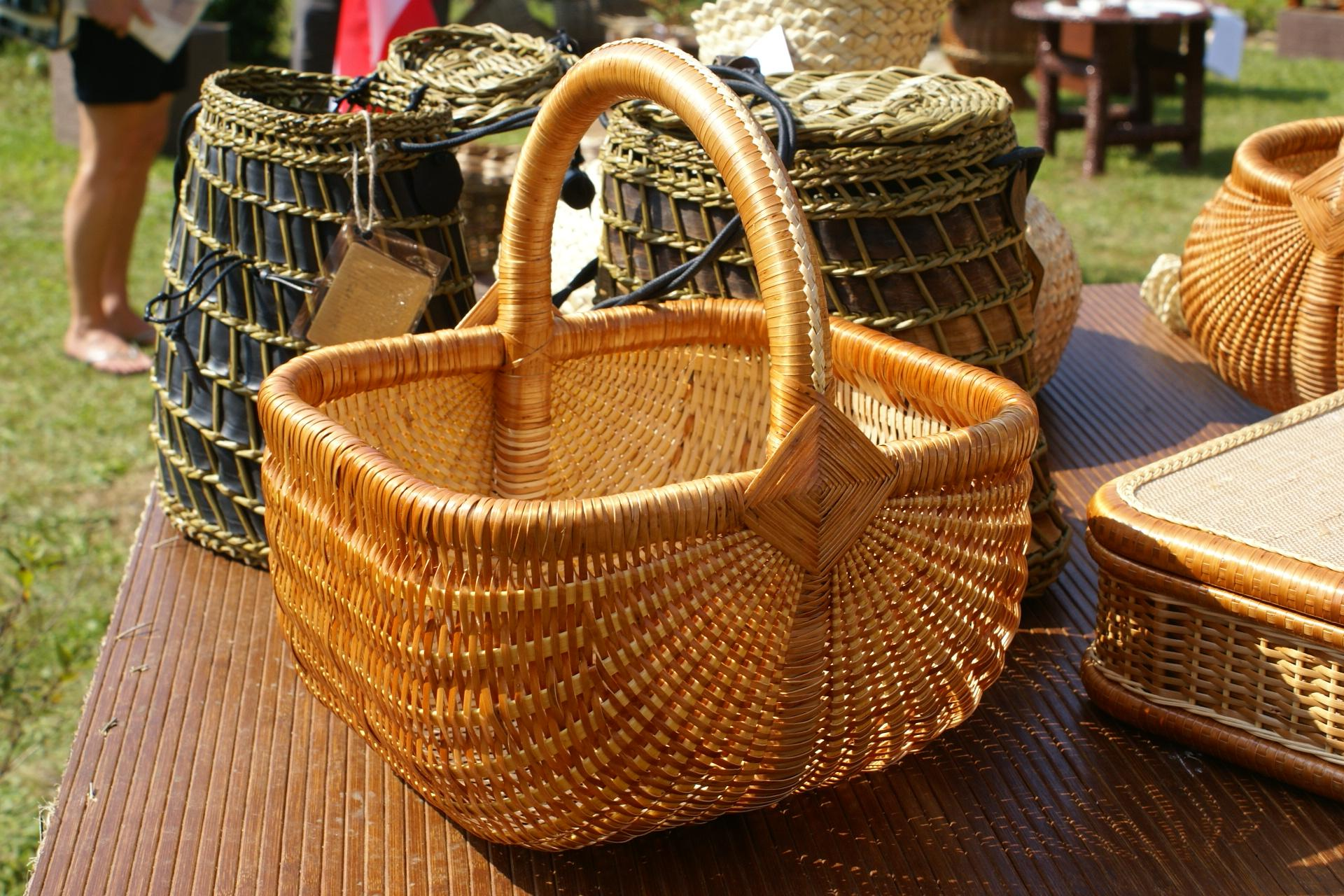
Des paniers en osier.
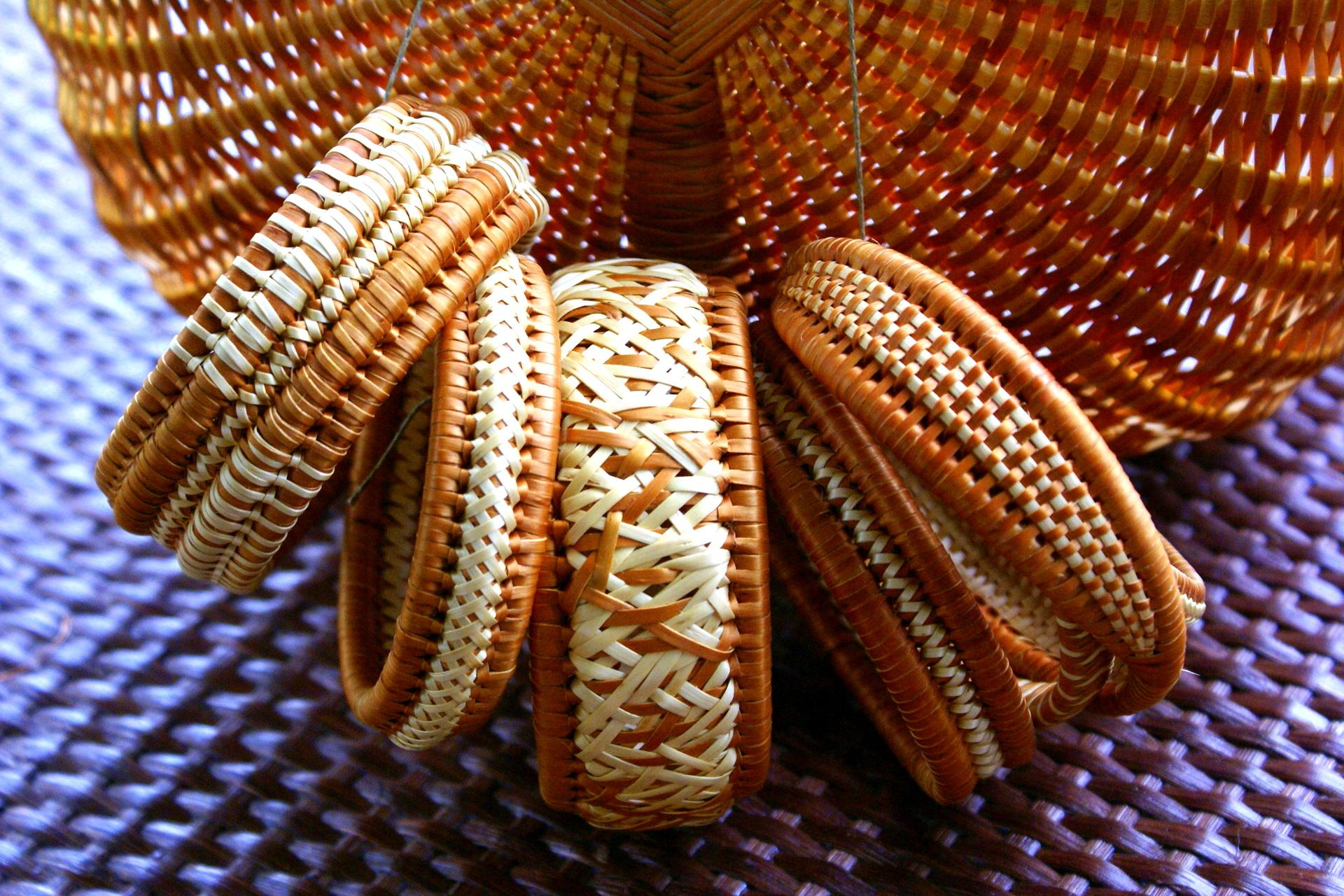
Des paniers en osier.

## Sport
- Polonia Nowy Tomyśl - football : Niveau IV (groupe Nord)
- TS 05 New Tomyl - football :  Niveau VII (Poznań groupe IV)
- LKS "Budowlani" Nowy Tomyśl - Haltérophilie
- KTR Szarka - club de vélo créé en 2001. Il rassemble les jeunes du powiat.

## Voies de communication
La ville est traversée par les routes voïvodales 302 (pl) (qui relie Nowy Tomyśl à Brudzewo), 305 (pl) (qui relie Bolewicko à Wroniniec) et 308 (pl) (qui relie Nowy Tomyśl à Kunowo).
La ville est desservie par la sortie  5 Nowy Tomyśl de l'autoroute polonaise A2.

## Jumelages
- Biesenthal (Allemagne)
- Goch (Allemagne)
- Sulęcin (Pologne)
- Dębno (Poméranie occidentale) (Pologne)
- Radzyń Podlaski (Pologne)

## Référence
1. ↑  http://www.poczta-polska.pl/hermes/uploads/2013/02/spispna.pdf?84cd58 Liste des codes postaux de la Pologne.